# Округ Сисил (Мериленд)
Округ Сисил (енгл. Cecil County) је округ у америчкој савезној држави Мериленд.

## Демографија
По попису из 2010. године број становника је 101.108, што је 15.157 (17,6%) становника више него 2000. године.
| Група             | 2000.          | 2010.          |
| Белци             | 79.546 (92,5%) | 88.348 (87,4%) |
| Афроамериканци    | 3.361 (3,9%)   | 6.284 (6,2%)   |
| Азијати           | 593 (0,7%)     | 1.097 (1,1%)   |
| Хиспаноамериканци | 1.306 (1,5%)   | 3.407 (3,4%)   |
| Укупно            | 85.951         | 101.108        |